# Pawieł Bure
Pawieł Władimirowicz Bure (ros. Павел Владимирович Буре; ur. 31 marca 1971 w Moskwie) – rosyjski hokeista, reprezentant ZSRR i Rosji, dwukrotny olimpijczyk. 

## Życie rodzinne
Jego dziadek Walerij uprawiał piłkę wodną i był olimpijczykiem w barwach ZSRR. Ojciec, Władimir był pływakiem, medalistą mistrzostw Europy, świata i igrzysk olimpijskich, reprezentował Związek Radziecki na trzech kolejnych olimpiadach (1968, 1972, 1976), zdobywając 4 medale. Jego młodszy o trzy lata brat, Walerij, również był hokeistą, także występował w NHL i był reprezentantem Rosji. Bracia występowali wspólnie krótkotrwale w CSKA w 1990 i 10 lat później w barwach Florida Panthers oraz w reprezentacji Rosji.
Bure był związany rosyjską tenisistką Anną Kurnikową (wcześniej jej partnerem był inny hokeista, Siergiej Fiodorow). 10 października 2009 poślubił rosyjską modelkę, wówczas 23-letnią Alinę Chasanową.

## Kariera
- CSKA Moskwa (1987-1991)
- Vancouver Canucks (1991-1998)
  -  Spartak Moskwa (1994)
  -  Landshut Cannibals (1994)
- Florida Panthers (1998-2002)
- New York Rangers (2002-2003)

Rozpoczął karierę hokeisty w wieku 16 lat. Wychowanek CSKA Moskwa. W drafcie NHL z 1989 został wybrany przez Vancouver Canucks. Po upadku ZSRR wyjechał do Kanady (tak samo postąpił jego brat) i od 1991 grał w klubie z Vancouver w lidze przez siedem sezonów NHL. Następnie rozegrał cztery kolejne we Florida Panthers (tam grał w drużynie z bratem, Walerijem) oraz dwa ostatnie w New York Rangers. Ostatni mecz rozegrał 15 marca 2003. W związku z doskwierającą kontuzją kolana, 1 listopada 2005 oficjalnie zakończył karierę sportową. W czasie występów w lidze NHL zyskał przydomek The Russian Rocket (pol. Rosyjska Rakieta) z uwagi na szybkość poruszania się podczas gry.
W wieku juniorskim oraz na początku seniorskiego do 1991 grał w barwach reprezentacji Związku Radzieckiego. Na przełomie XX i XXI wieku był reprezentantem Rosji. Uczestniczył w turniejach mistrzostw świata w 1990, 1991 (ZSRR), 2000 oraz na zimowych igrzyskach olimpijskich 1998, 2002.
W trakcie kariery określany pseudonimem The Russian Rocket (Rosyjska Rakieta).
Tuż po zakończeniu kariery w 2005 został menadżerem olimpijskiej reprezentacji Rosji w hokeju na lodzie z myślą o zimowych igrzyskach olimpijskich 2006, gdzie Rosja zajęła czwarte miejsce. W 2009 jego następcą został Władisław Trietjak.
Ponadto w ramach amatorskich rozgrywek hokejowych, powołanych przez prezydenta Władimira Putina i weteranów radzieckiego i rosyjskiego hokeja pod nazwą Nocna Hokejowa Liga działa w radzie dyrektorów jako kurator Konferencji Moskwa. We wrześniu 2021 został wybrany do Rady IIHF.

## Sukcesy

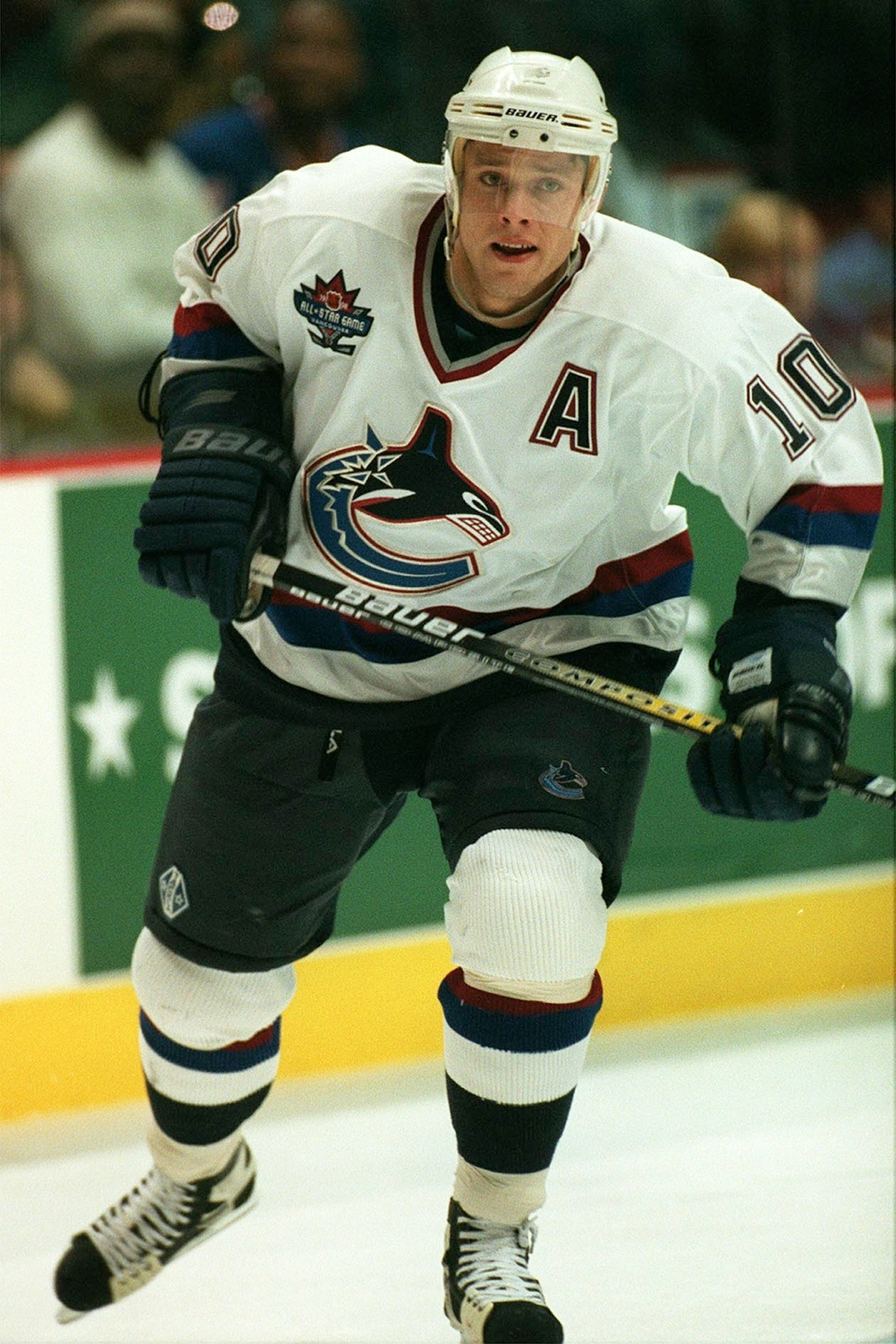
Pawieł Bure w barwach Vancouver Canucks (1997)

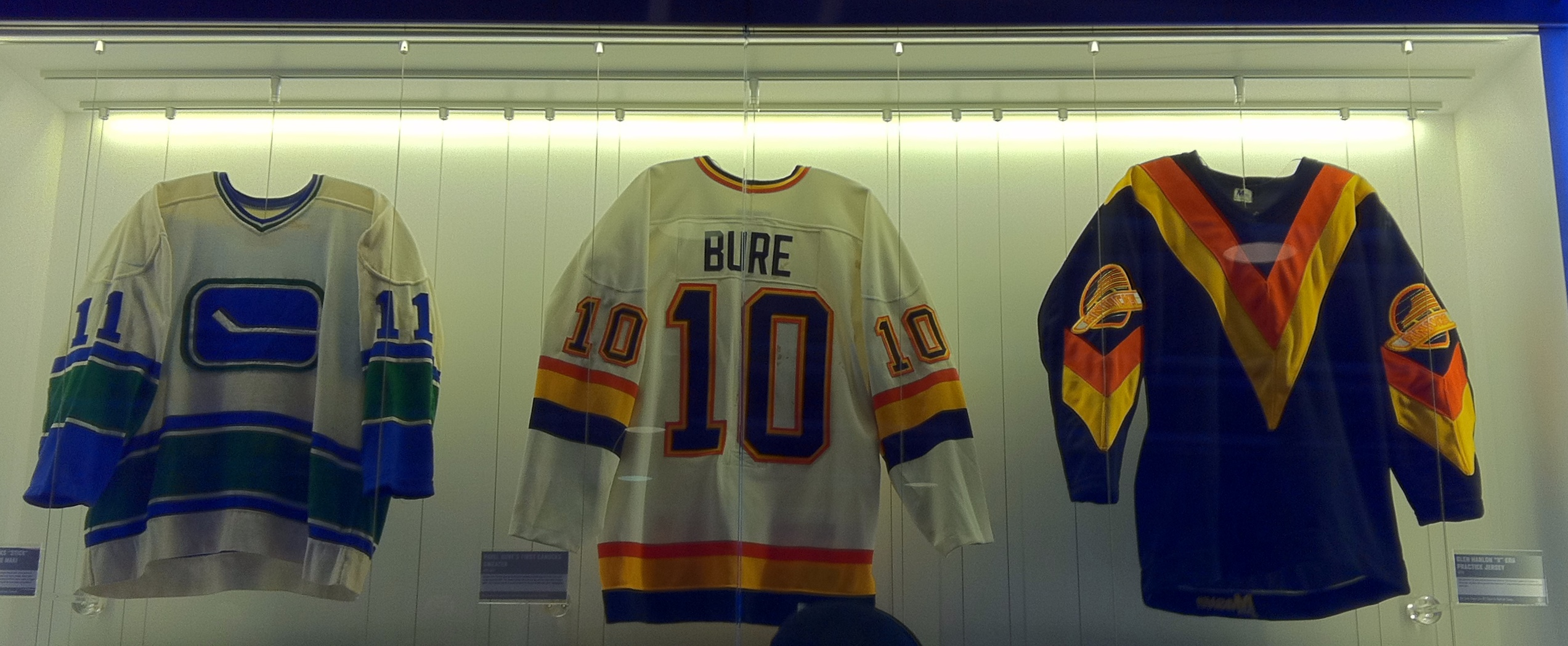
Koszulka Pawła Bure w galerii Vancouver Canucks

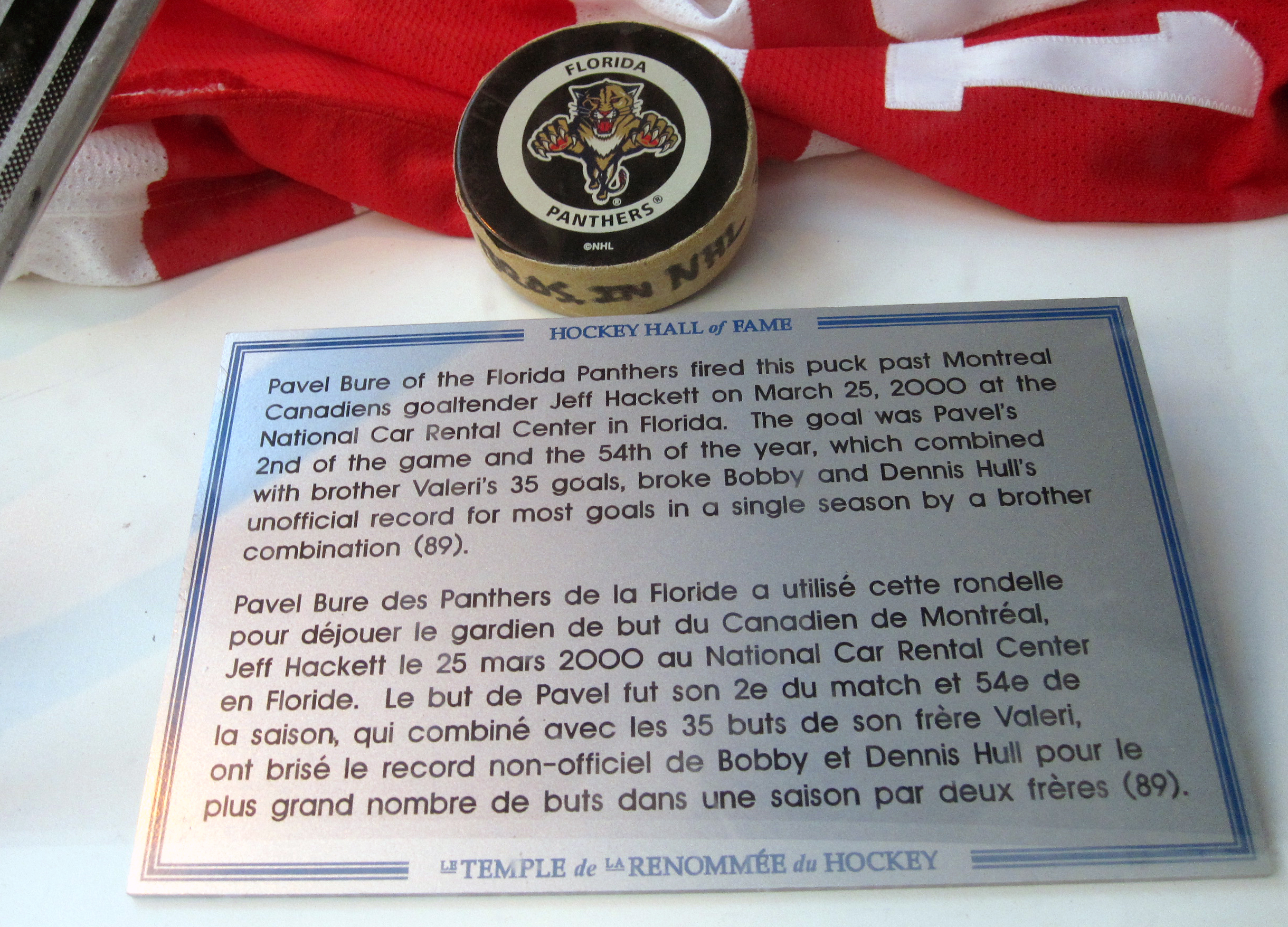
Pamiątkowy krążek za rekord strzelonych goli przez braci w 2000

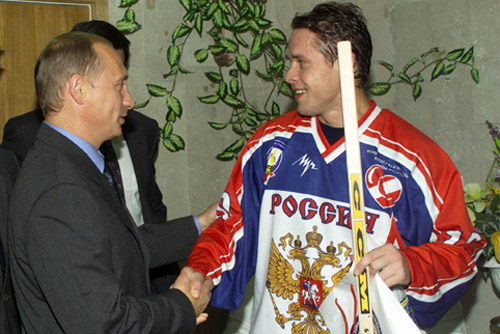
Pawieł Bure na spotkaniu z Władimirem Putinem (2001)

Reprezentacyjne
- Brązowy medal mistrzostw Europy juniorów do lat 18: 1988 z ZSRR
- Złoty medal mistrzostw Europy juniorów do lat 18: 1989 z ZSRR
- Złoty medal mistrzostw świata juniorów do lat 20: 1989 z ZSRR
- Srebrny medal mistrzostw świata juniorów do lat 20: 1990, 1991 z ZSRR
- Złoty medal mistrzostw świata: 1990 z ZSRR
- Brązowy medal mistrzostw świata: 1991 z ZSRR
- Srebrny medal zimowych igrzysk olimpijskich: 1998
- Brązowy medal zimowych igrzysk olimpijskich: 2002

Klubowe
- Złoty medal mistrzostw ZSRR: 1988, 1989 z CSKA Moskwa
- Srebrny medal mistrzostw ZSRR: 1990 z CSKA Moskwa
- Puchar ZSRR: 1988 z CSKA Moskwa
- Puchar Europy: 1988, 1989, 1990 z CSKA Moskwa
- Puchar Spenglera: 1991 z CSKA Moskwa
- Mistrz dywizji NHL: 1992, 1993 z Vancouver Canucks
- Mistrz konferencji NHL: 1994 z Vancouver Canucks
- Clarence S. Campbell Bowl: 1994 z Vancouver Canucks
- Finalista Pucharu Stanleya: 1994 z Vancouver Canucks

Indywidualne
- Mistrzostwa Europy juniorów do lat 18 w hokeju na lodzie 1988:
  - Skład gwiazd turnieju[10]
- Mistrzostwa Europy juniorów do lat 18 w hokeju na lodzie 1989:
  - Skład gwiazd turnieju[10]
  - Najlepszy napastnik turnieju
- Mistrzostwa świata juniorów do lat 20 w 1989:
  - Pierwsze miejsce w klasyfikacji strzelców turnieju: 8 goli
  - Skład gwiazd turnieju
  - Najlepszy napastnik turnieju
- Liga radziecka 1988/1989:
  - Nagroda dla najlepszego pierwszoroczniaka
- Mistrzostwa świata juniorów do lat 20 w 1991:
  - Pierwsze miejsce w klasyfikacji strzelców turnieju: 12 goli
  - Pierwsze miejsce w klasyfikacji minut kar turnieju
- Mistrzostwa świata w 1991:
  - Pierwsze miejsce w klasyfikacji asystentów: 8 asyst
- Liga radziecka 1990/1991:
  - Nagroda Najlepsza Trójka dla tercetu najskuteczniejszych strzelców ligi (oraz Wiaczesław Bucajew i Walerij Kamienski) - łącznie 69 goli
- NHL (1991/1992):
  - Calder Memorial Trophy
- NHL (1992/1993):
  - NHL All-Star Game
- NHL (1993/1994):
  - NHL All-Star Game
  - Pierwsze miejsce w klasyfikacji strzelców w sezonie zasadniczym: 60 goli
  - Piąte miejsce w klasyfikacji kanadyjskiej w sezonie zasadniczym: 107 punktów
  - Piąte miejsce w klasyfikacji kanadyjskiej w fazie play-off: 31 punktów
  - Pierwszy skład gwiazd
- NHL (1996/1997):
  - NHL All-Star Game
- NHL (1997/1998):
  - NHL All-Star Game
- Hokej na lodzie na Zimowych Igrzyskach Olimpijskich 1998:
  - Pierwsze miejsce w klasyfikacji strzelców turnieju: 9 goli
  - Najlepszy napastnik turnieju
- NHL (1999/2000):
  - NHL All-Star Game, w tym Najbardziej Wartościowy Zawodnik (MVP) Meczu Gwiazd
  - Maurice Richard Trophy – pierwsze miejsce w klasyfikacji strzelców w sezonie zasadniczym: 58 goli
  - Pierwsze miejsce w klasyfikacji strzelców goli zwycięskich w sezonie zasadniczym: 14 goli
  - Drugi skład gwiazd
- NHL (1999/2000):
  - NHL All-Star Game
  - Maurice Richard Trophy – pierwsze miejsce w klasyfikacji strzelców w sezonie zasadniczym: 59 goli
  - Drugi skład gwiazd

Rekord
- NHL w liczbie strzelonych goli przez braci w sezonie 1999/2000: 58 (Pawieł) i 35 (Walerij)

Wyróżnienia
- Zasłużony Mistrz Sportu ZSRR w hokeju na lodzie: 1990
- Hockey Hall of Fame: 2012[11]
- Galeria Sławy IIHF: 2012[12]
- Jego numer 10 został zastrzeżony przez klub Vancouver Canucks: 2013[13][14]
- Rosyjska Galeria Hokejowej Sławy: 2014